# Мирослава Штерн
Мирослава Штернова під псевдонімом Штерн (чеськ. Miroslava Šternová; 26 лютого 1926, Прага, Чехословаччина — 9 березня 1955, Мехіко, Мексика) — мексиканська акторка чеського походження.
Народилася 26 лютого 1926 року в Празі (Чехословаччина). На початку 1930-х мати та вітчим єврейського походження Лео Штерн перевезли її в Мексику. В 1945 році вона одружилася з актором Хесусом Джеймі Обрегоном.
Покінчила життя самогубством 9 березня 1955 року в Мехіко (Мексика) в 29-річному віці, незабаром після виходу на екрани свого найвідомішого фільму «Спроба злочину» (реж. Л. Бунюель).